# Château de Bois-Lamy
Le château de Bois-Lamy, aussi appelé Tour Zizim de Bois-Lamy est situé sur la commune de Moutier-Malcard, dans le département de la Creuse, région Nouvelle-Aquitaine, en France.

## Présentation
La Tour Zizim de Bois-Lamy est une tour ronde actuellement située au milieu d'une forêt marécageuse, difficile d'accès car peu indiquée sur les cartes. Elle est propriété privée et encore entretenue par ses propriétaires (rénovation du toit depuis les années 2000).

## Historique
Cette tour est le vestige du château du XVe siècle où logea, de 1484 à 1486, le prince Zizim, fils de Mehmed II, conquérant de Constantinople en 1453. Ce château appartenait à cette époque à Antoine de Blanchefort, frère aîné du chevalier Guy de Blanchefort, chargé de la garde du prince.
Durant son séjour, le prince Zizim y vécut relativement libre de ses mouvements car on sait aussi qu'il avait le droit de chasser sur les terres de son hôte. Il fut transféré ensuite à la nouvelle tour de Bourganeuf construite pour sa détention dans la capitale de la Langue d'Auvergne.

## Architecture
On voit une petite tour ronde construite dans un marécage (le réseau aquatique est ordonné par des courtines à partir du donjon rectangulaire). L'une de ces courtines est en lien avec le donjon par une passerelle. On a accès au donjon par un pont levis qui a un système de levage particulier car, contrairement aux ponts levis à flèches, celui-ci a une sorte de "pipe" aménagée dans le plein du mur au-dessus de la porte, qui est le passage de la corde ou de la chaîne qui va servir à actionner la passerelle.
De là, on entre dans un passage qui aboutit à une grande et unique pièce voûtée de nervures, avec une cheminée et coussièges.

### Pages externes
- Comparatif architectural de la tour Zizim de Bourganeuf et de la tour Zizim de Moutier-Malcart sur facebook.com
- Vue extérieure de la tour sur facebook.com